# Mirwais Ahmadzaï
Mirwais Ahmadzaï (ur. 23 października 1960 w Lozannie w Szwajcarii) – francuski muzyk, kompozytor, producent muzyczny i DJ, podpisujący się też często jedynie jako Mirwais.
Swoje nazwisko odziedziczył po afgańskim ojcu, matka była z pochodzenia Włoszką.

## Życiorys
Karierę rozpoczynał w latach 80. w rockowo-nowofalowej grupie Taxi Girl. W 1990 wydał swój pierwszy autorski album. Kolejna jego płyta ukazała się w 2000. W tym samym roku współpracę z nim rozpoczęła Madonna – Mirwais został współautorem i współproducentem jej albumu Music. W następnych latach napisał i wyprodukował też jej album American Life (2003) oraz część materiału na płyty Confessions on a Dance Floor (2005) i Madame X (2019).

## Twórczość
Dyskografia
- 1990 Mirwais
- 2000 Production